# Drept penal general
Dreptul penal general, sau dreptul penal comun, este partea dreptului penal care cuprinde totalitatea normelor penale, generale și speciale, care se aplică tuturor persoanelor (fizice sau juridice) sau faptelor și care reglementează relațiile de apărare socială, obișnuite sau comune în viața socială.
Normele dreptului penal general sunt menite să le completeze pe cele ale dreptului penal special, cele ale legilor speciale penale și ale legilor speciale extrapenale, cu excepția situațiilor când acestea implică în mod explicit derogări ale dreptului penal comun.